# Richard Plantagenet (3. vévoda z Yorku)
Richard Plantagenet, 3. vévoda z Yorku (21. září 1411 – 30. prosince 1460), byl členem anglické královské rodiny, který zastával důležité státní pozice ve Francii na konci stoleté války a v Anglii v době kdy Jindřich VI. trpěl záchvaty šílenství. Jeho spor s Jindřichem VI. byl hlavním politickým konfliktem a asi nejdůležitější příčinou války růží. I když se nestal králem, byl otcem dvou anglických panovníků Eduarda IV. a Richarda III.

## Původ
Byl synem Richarda z Konisburgu, hraběte z Cambridge a Anny Mortimerové. Ze strany svého otce byl pravnukem krále Eduarda III. a vnukem zakladatele rodu Yorků, Edmunda z Langley. Matka Anna, která zemřela při Richardově porodu, byla zase pravnučkou a dědičkou Lionela z Antverp, druhorozeného syna krále Eduarda III. Tato rodinná vazba určovala přednější nárok na anglický trůn než byl nárok rodu Lancasterů. Richardovými předky tedy byli Edmund Langley, 1. vévoda z Yorku s Izabelou Kastilskou a Roger Mortimer, 4. hrabě z Marchu s Eleanorou Hollandovou. Roger Mortimer byl synem Edmunda Mortimera, 3. hraběte z Marchu a Filipy Plantagenetové. Ta byla jedinou dcerou Lionela z Antverp, druhého syna Eduarda III.
Po některých sporech král Jindřich V. povolil Richardovi, aby zdědil titul a větší část panství náležející vévodovi z Yorku. Menší tituly a velká panství hrabství z Marchu se staly Richardovým majetkem na počátku roku 1425 po smrti jeho strýce Edmunda Mortimera, 5. hraběte z Marchu. Důvodem odporu Jindřicha V. proti uplatnění nároku na dědictví bylo nástupnické právo Rogera Mortimera na anglický trůn. Poté, co Richard zdědil jeho tituly a panství, stal se nejpřednějším uchazečem o trůn z rodu Yorků. V říjnu roku 1429 se Richard oženil s Cecílií Nevillovou.

## Francie a Irsko
Anglie v té době potřebovala udržet svou vládu nad Francií. Richard byl vyslán do Francie, aby tam hájil dobytá území v době, kdy se tohoto tažení nemohl zúčastnit král. Po pádu Paříže byl nucen stáhnout se do Normandie. Podařilo se mu stabilizovat situaci na území, které ovládal. Do Anglie se vrátil v listopadu 1439. Navzdory své pozici jako jeden z nejvlivnějších aristokratů nebyl členem královské rady Jindřicha VI.
Poté, co roku 1440 ztroskotala mírová jednání, jmenoval Jindřich Richarda svým zástupcem ve Francii. Nicméně roku 1443 Jindřich poskytl Jan Beaufortovi, nově jmenovanému vévodovi ze Somersetu, vojsko čítající 8 000 mužů, aby zajistil obnovení vlády Anglie v Gaskoňsku. To omezilo možnosti doplnění Richardova vojska v době, kdy odrážel útoky na hranice Normandie. Tím se také zhoršila Richardova pozice, protože se jeho úloha ve Francii zúžila pouze na vliv v Normandii. Beaufortova armáda neuspěla, vrátila se do Normandie, kde Beaufort zemřel. Tyto události zřejmě začaly obracet Richarda proti Beaufortově rodině. Angličané se tak soustředili ve Francii na uzavření míru a Richard se věnoval rutinní správě.
Po konci své služby se Richard vrátil v říjnu do Anglie a očekával, že bude znovu jmenován správcem anglických území ve Francii. Nicméně byl spojen s anglickými šlechtici, kteří měli odlišné názory na politiku Anglie ve Francii než Jindřich VI. V prosinci 1446 byl jmenován správcem anglického území ve Francii Edmund Beaufort, který zdědil po svém bratrovi titul hraběte ze Somersetu. V letech 1446 – 47 se Richard účastnil jednání královské rady a parlamentu.
Jeho nepříliš přátelské vztahy k Jindřichovi byly zřejmě příčinou toho, že byl jmenován správcem Irska. Richard byl také hrabětem z Ulsteru a v Irsku vlastnil velká panství, takže toto jmenování mělo svou logiku. Ale byl to také způsob jak ho odstavit od vlivu v Anglii a Francii, protože byl jmenován na dobu deseti let a v té době nemohl zastávat žádný vysoký úřad. Richard se s manželkou a asi 600 muži vypravil do Irska v červnu 1449. Poté, co mu došly finanční prostředky, rozhodl se vrátit do Anglie. Stav jeho financí nebyl dobrý, protože králi dlužil asi 40 000 liber a příjmy z jeho panství klesaly.

## Vůdce opozice
Roku 1450 předchozí neúspěchy a porážky vyústily v politické nepokoje. V lednu byli zabiti lord tajné pečetě a biskup z Chichesteru. V květnu byl zabit na cestě do exilu Vilém de la Pole, vévoda ze Suffolku. Lid žádal, aby král trval na návratu darů a pozemků, které věnoval svým oblíbencům. V červnu vypuklo v Kentu a Sussexu povstání. Vzbouřenci se dostali až do Londýna a zabili Jana Fiennese, lorda správce pokladu. V srpnu padla poslední města v Normandii a do Anglie se vracelo mnoho uprchlíků.
Richard se 7. září vylodil v Beaumaris. Vyhnul se Jindřichově snaze přerušit jeho tažení a dorazil se svými stoupenci 27. září do Londýna. Po neúspěšném jednání s Jindřichem pokračoval Richard v shromažďování podpory ve východní Anglii i na západě. V prosinci byl Richardův komoří zvolen mluvčím parlamentu. Richard trval na tom, aby byly provedeny reformy, zlepšila se vláda a aby byli potrestáni lidé zodpovědní za ztrátu severní Francie. Zdá se, že jeho útoky byly směřovány proti Edmundovi ze Somersetu. I když byl Richard jmenován do dalšího úřadu, jeho podpora mimo parlament byla mizivá.
V dubnu 1451 byl Edmund jmenován velitelem Calais. Když poslanec za Bristol, Richardův spojenec, navrhl, aby byl Richard ustanoven nástupcem na trůnu, byl uvězněn v Toweru a parlament byl rozpuštěn. Jindřich realizoval některé reformy, které vedly k uklidnění situace, a snažil se dát do pořádku královské finance. Richard frustrován svým neúspěchem se uchýlil na své panství v Ludlow.
Roku 1452 se Richard pokusil obnovit svůj vliv. Snažil se o uznání svého nároku být Jindřichův nástupce a zároveň chtěl zmešit vliv Somerseta (jako konkurenta v nástupnictví). Shromáždil vojsko a vydal se na pochod na Londýn, ale jeho brány nalezl na Jindřichův příkaz zavřeny. U Dartfordu, kdy byl obklíčen velkou přesilou, a s podporou pouhých dvou šlechticů byl nucen kapitulovat. Bylo mu povoleno přednést stížnost na Edmunda ze Somersetu, ale byl přinucen ve Westminsterském opatství přísahat věrnost Jindřichovi.

## Protektor
V létě 1453 se zdála Richardova pozice velice slabá. Jindřich vyvolal několik soudů s Richardovými spojenci u Dartfordu, jeho manželka Markéta byla těhotná a i kdyby potratila, sňatek Edmunda Tudora a Markéty Beaufortové nabídl další linii následnictví na trůně. Anglii se také podařilo v předešlém roce dobýt zpět Bordeaux. V červenci byl Richard zbaven obou úřadů, které do té doby zastával – správce Irska i Trentu.
V srpnu byl ale Jindřich postižen katastrofálním záchvatem šílenství. Je možné, že to bylo způsobeno zprávou o porážce v Gaskoňsku. Stal se úplně nezodpovědným, neschopen mluvit a musel být doprovázen. Královská rada se zpočátku domnívala, že půjde o krátkou epizodu. V říjnu bylo svoláno jednání královské rady a přes Somersetovu snahu se jí účastnil i Richard (jako hlavní vévoda království). Přes odpor Jindřichovy manželky Markéty byl Richard 27. března jmenován protektorem a Somerset uvězněn. Jmenoval svého švagra Richarda Nevilla jako lorda kancléře, což se ukázalo jako velmi důležité. Poté, co se Jindřich roku 1453 probral, musel řešit spory mezi aristokracií, především spor mezi rodem Percyů a Nevillů. Jindřich se, s podporou Somerseta, přiklonil na stranu Percyů a tím se stali Nevillové Richardovými spojenci.

## St Albans
V lednu 1455 Jindřich nechal propustit Somerseta. Richard byl zbaven, ve prospěch Somerseta, funkce velitele Calais a protektora. Richard Neville, hrabě ze Salisbury odstoupil z funkce kancléře. Richard, Salisbury a Richard Neville byli ohroženi svoláním jednání královské rady na 21. květen do Leicesteru. Richard a Neville začali na severu země a podél hranic s Walesem organizovat armádu. V době kdy to zjistil Somerset, už bylo málo času nato, aby dal dohromady vojsko na obranu krále.
Richard se se svou armádou utábořil na jih od Leicesteru a tak zablokoval cestu na jednání královské rady. 22. května dorazil král se Somersetem a s asi 2 000 špatně vyzbrojenými muži k St Albans. Následný střet v ulicích města s daleko lépe vyzbrojenou a zkušenou armádou Richarda a jeho spojenců Warwicka a Salisburyho se nedá zcela popsat jako bitva, protože v něm bylo zabito asi jen padesát mužů. Mezi padlými ale byli i hlavní Richardovi nepřátelé – Edmund Beaufort, vévoda ze Somersetu, Jindřich Percy, hrabě z Northumberlandu a Thomas Clifford. Tím, že zajal krále Jindřicha, mohl Richard uvažovat o obnovení svého vlivu.
Richard se se svými spojenci a zajatým Jindřichem vrátil do Londýna. Richard symbolicky vrátil korunu Jindřichovi, sám se jmenoval velitelem Anglie a Warwicka jmenoval velitelem Calais. Richardovi se také podařilo na svou stranu získat některé šlechtice, kteří se s ním podíleli na účasti ve vládě. Jindřich byl vězněn, a když se parlament sešel v listopadu k jednání, byl prohlášen nemocným a Richardovi byl svěřen úřad protektora. Poté, co se Jindřich v únoru 1456 zotavil, byl zřejmě ochoten akceptovat Richardův vliv. Salisbury a Richard Neville, hrabě z Warwicku zůstali členy rady a Warwick byl potvrzen ve funkci velitele Calais. V červnu se Richard vypravil na vojenské tažení, aby odrazil útoky skotského krále Jakuba II. v pohraničí. Richardovu pozici pomalu začal oslabovat vliv, který začala na krále Jindřicha uplatňovat jeho manželka Markéta z Anjou.

## Ludford
V červnu 1459 bylo svolání královské rady svoláno do Coventry. Richard, Nevillové a někteří další se obávali, že vojenské síly, které byly přesunuty k městu, před měsícem, jsou určeny k tomu, aby je zatkly. Místo toho, zůstali na svém panství ve Worcesteru, kde se k nim připojil Warwick se svým vojskem z Calais. Jednání parlamentu mělo proběhnout v Coventry v září bez Richarda a Nevillů. To znamenalo, že mají být obviněni ze vzpoury.
11. října se Richard pokusil přesunout na jih, ale byl přinucen vrátit se na Ludlow. 12. října v bitvě u Ludford Bridge se Richard dostal do podobné situace jako u Dartfordu před sedmi lety. Warwickovo vojsko odmítlo bojovat proti králi a vzbouřenci byli nuceni utéct. Richard unikl do Irska, Warwick, Salisbury a Richardův syn Eduard do Calais. Richardova manželka Cecílie a dva mladší synové byli zajati a uvězněni v Coventry.

## Vzestup a pád
Richardův útěk do Irska byl pro něho výhodný. Stále byl správcem Irska a jeho sesazení z této funkce bylo neúspěšné. Irský parlament ho podpořil a nabídl mu finanční i vojenskou podporu. Warwick se vrátil do Calais, ovládal tak Lamanšský průliv a mohl tak získávat na svou stranu jižní části Anglie. Yorkové zcela ovládli moře a Warwick se tak byl schopen vylodit v březnu roku 1460 v Irsku, setkat se s Richardem a vrátit se zpět do Calais.
V prosinci 1459 byl Richard (spolu s Warwickem a Salisburym) odsouzen k smrti, jejich majetek propadl králi a jejich potomci byli zbaveni dědického práva. To byl nejdrastičtější trest, který mohl být na šlechtice té doby uvalen. Za předpokladu úspěšné invaze, měl Richard tři možnosti – usilovat, aby se stal protektorem, zbavit krále dědictví tak aby panovníkovým nástupcem stal jeho syn nebo uplatnit sám nárok na trůn.
26. června se Warwick a Salisbury vylodili v Sandwichi. V Kentu se k nim připojili další vojáci a 2. července dorazili do Londýna. Richard se vydal z Irska do Anglie až 9. září a vystupoval jako král. Používal erbu svého prapředka Lionela z Antverp, a když dorazil do Londýna v čele jeho průvodu, byl nesen výsostný znak Anglie. V té době Warwick porazil v bitvě u Northamptonu královské vojsko a samotného krále zajal. Parlament svolaný na 7. říjen odvolal zákony přijaté v Coventry.
10. října Richard dorazil do Londýna a usídlil se v královském sídle. Na jednání parlamentu se dožadoval toho, aby byl jmenován králem. Jeho malá podpora mezi šlechtici ale způsobila odmítnutí jeho požadavku. Po několika týdnech jednání se mu podařilo dosáhnout jen toho, že on a jeho potomci byli uznáni jako nástupci na trůnu. Přesto parlament Richardovi udělil nebývalé pravomoci, aby mohl bránit zemi a v situaci, kdy byl král uvězněn se Richard a Warwick stali de facto vládci země.
V té době Lancasterští spojenci již shromažďovali vojsko. Richard byl vystaven riziku útoku od rodu Percyů a musel počítat i s tím, že snaha královny Markéty z Anjou získat podporu u nového skotského krále Jakuba III. může být úspěšná. Na počátku prosince vyrazil se Salisburym na sever. Na hrad Sandal dorazili 21. prosince. Síly oddané králi kontrolovaly město York a nedaleký hrad Pontefract. 30. prosince se Richard rozhodl nečekat na další posily a přistoupil na bitvu v otevřeném prostoru mimo hrad i když musel vzdorovat asi dvojnásobné přesile. Richard v bitvě padl. Salisbury a Edmund, Richardův druhý nejstarší syn, byli zajati krátce nato a popraveni.

## Odkaz
Neexistuje současný Richardův obraz ani paměti jeho současníka popisující jeho život. Jeho záměry se tak dají posuzovat pouze z popisu akcí, ve kterých se účastnil se zřetelem na to, že propaganda byla uplatňována na obou stranách. Richard byl velmi blízko nástupu na anglický trůn a jen několik měsíců po jeho smrti se to zdařilo jeho synovi Eduardovi. Jeho nejmladší syn Richard se později také stal anglickým panovníkem. Jeho vnučka Alžběta z Yorku se stala manželkou Jidnřicha VII. a spolu byli zakladateli tudorovské dynastie, která vládla Anglii až do roku 1603 a k jejich potomkům patří i Alžběta II.

## Potomstvo
Richard a Cecilie Nevillová (1415–1495) měli 13 dětí:
- Jana z Yorku (*/† 1438)
- Anna z Yorku (10. srpna 1439 – 14. ledna 1476),
⚭ 1447 Henry Holland (1430–147, 3. vévoda z Exeteru, 3. hrabě z Huntingtonu
- Jindřich z Yorku (*/† 1441)
- Eduard (28. dubna 1442 – 9. dubna 1483), král Anglie a pán Irska v období 4. března 1461 až 2. října 1470 a znovu od 11. dubna 1471 až do své smrti, ⚭ 1464 Alžběta Woodvillová (1437–1492)
- Edmund (17. května 1443 – 31. prosince 1460), hrabě z Rutlandu
- Alžběta z Yorku (22. dubna 1444 – 1503 anebo 1504), ⚭ 1458 John de la Pole (1442–1492), 2. vévoda ze Suffolku
- Markéta z Yorku (3. května 1446 – 23. listopadu 1503), ⚭ 1468 Karel Smělý (10. listopadu 1433 – 5. ledna 1477), vévoda burgundský, brabantský, lucemburský, markrabě namurský
- Vilém z Yorku (*/† 1447)
- Jan z Yorku (*/† 1448)
- Jiří (21. října 1449 – 18. února 1478), 1. vévoda z Clarence, ⚭ 1469 Isabela Nevillová (5. září 1451 – 22. prosince 1476)
- Tomáš z Yorku (*/† 1451)
- Richard (2. října 1452 – 22. srpna 1485), jako Richard III. král Anglie a pán Irska od roku 1483 až do své smrti, padl v bitvě u Bosworthu, ⚭ 1472 Anna Nevillová (11. června 1456 – 16. března 1485)
- Uršula z Yorku (22. července 1454 – ?)

## Vývod z předků
|                       |                      |  |                |                              |  |  |  |  |  |  |  | Eduard II. |
|                       |                      |  |                |                              |  |  |  |  |  |  |  |            |
|                       | Eduard III.          |  |                |                              |  |  |  |  |  |  |  |            |
|                       |                      |  |                |                              |  |  |  |  |  |  |  |            |
|                       |                      |  |                | Izabela Francouzská          |  |  |  |  |  |  |  |            |
|                       |                      |  |                |                              |  |  |  |  |  |  |  |            |
|                       | Edmund z Langley     |  |                |                              |  |  |  |  |  |  |  |            |
|                       |                      |  |                |                              |  |  |  |  |  |  |  |            |
|                       |                      |  |                | Vilém III. Holandský         |  |  |  |  |  |  |  |            |
|                       |                      |  |                |                              |  |  |  |  |  |  |  |            |
|                       | Filipa Henegavská    |  |                |                              |  |  |  |  |  |  |  |            |
|                       |                      |  |                |                              |  |  |  |  |  |  |  |            |
|                       |                      |  |                | Johana z Valois              |  |  |  |  |  |  |  |            |
|                       |                      |  |                |                              |  |  |  |  |  |  |  |            |
|                       | Richard z Konisburgu |  |                |                              |  |  |  |  |  |  |  |            |
|                       |                      |  |                |                              |  |  |  |  |  |  |  |            |
|                       |                      |  |                | Alfons XI. Kastilský         |  |  |  |  |  |  |  |            |
|                       |                      |  |                |                              |  |  |  |  |  |  |  |            |
|                       | Petr I. Kastilský    |  |                |                              |  |  |  |  |  |  |  |            |
|                       |                      |  |                |                              |  |  |  |  |  |  |  |            |
|                       |                      |  |                | Marie Portugalská            |  |  |  |  |  |  |  |            |
|                       |                      |  |                |                              |  |  |  |  |  |  |  |            |
|                       | Isabela Kastilská    |  |                |                              |  |  |  |  |  |  |  |            |
|                       |                      |  |                |                              |  |  |  |  |  |  |  |            |
|                       |                      |  |                | Juan García z Padilly        |  |  |  |  |  |  |  |            |
|                       |                      |  |                |                              |  |  |  |  |  |  |  |            |
|                       | Marie z Padilly      |  |                |                              |  |  |  |  |  |  |  |            |
|                       |                      |  |                |                              |  |  |  |  |  |  |  |            |
|                       |                      |  |                | María González de Henestrosa |  |  |  |  |  |  |  |            |
|                       |                      |  |                |                              |  |  |  |  |  |  |  |            |
| 'Richard Plantagenet' |                      |  |                |                              |  |  |  |  |  |  |  |            |
|                       |                      |  |                |                              |  |  |  |  |  |  |  |            |
|                       |                      |  | Roger Mortimer |                              |  |  |  |  |  |  |  |            |
|                       |                      |  |                |                              |  |  |  |  |  |  |  |            |
|                       | Edmund Mortimer      |  |                |                              |  |  |  |  |  |  |  |            |
|                       |                      |  |                |                              |  |  |  |  |  |  |  |            |
|                       |                      |  |                | Philippa de Montagu          |  |  |  |  |  |  |  |            |
|                       |                      |  |                |                              |  |  |  |  |  |  |  |            |
|                       | Roger Mortimer       |  |                |                              |  |  |  |  |  |  |  |            |
|                       |                      |  |                |                              |  |  |  |  |  |  |  |            |
|                       |                      |  |                | Lionel z Antverp             |  |  |  |  |  |  |  |            |
|                       |                      |  |                |                              |  |  |  |  |  |  |  |            |
|                       | Filipa z Clarence    |  |                |                              |  |  |  |  |  |  |  |            |
|                       |                      |  |                |                              |  |  |  |  |  |  |  |            |
|                       |                      |  |                | Alžběta z Burgh              |  |  |  |  |  |  |  |            |
|                       |                      |  |                |                              |  |  |  |  |  |  |  |            |
|                       | Anne Mortimerová     |  |                |                              |  |  |  |  |  |  |  |            |
|                       |                      |  |                |                              |  |  |  |  |  |  |  |            |
|                       |                      |  |                | Tomáš Holland                |  |  |  |  |  |  |  |            |
|                       |                      |  |                |                              |  |  |  |  |  |  |  |            |
|                       | Tomáš Holland        |  |                |                              |  |  |  |  |  |  |  |            |
|                       |                      |  |                |                              |  |  |  |  |  |  |  |            |
|                       |                      |  |                | Jana z Kentu                 |  |  |  |  |  |  |  |            |
|                       |                      |  |                |                              |  |  |  |  |  |  |  |            |
|                       | Alianore Hollandová  |  |                |                              |  |  |  |  |  |  |  |            |
|                       |                      |  |                |                              |  |  |  |  |  |  |  |            |
|                       |                      |  |                | Richard FitzAlan             |  |  |  |  |  |  |  |            |
|                       |                      |  |                |                              |  |  |  |  |  |  |  |            |
|                       | Alice FitzAlanová    |  |                |                              |  |  |  |  |  |  |  |            |
|                       |                      |  |                |                              |  |  |  |  |  |  |  |            |
|                       |                      |  |                | Eleonora Lancasterská        |  |  |  |  |  |  |  |            |
|                       |                      |  |                |                              |  |  |  |  |  |  |  |            |